# IC 1948
IC 1948 — галактика типу Sbc (компактна витягнута спіральна галактика) у сузір'ї Годинник.
Цей об'єкт міститься в оригінальній редакції індексного каталогу.